# Tretanorhinus taeniatus
Espèce
Tretanorhinus taeniatus  est une espèce de serpents de la famille des Dipsadidae.

## Répartition
Cette espèce se rencontre en Colombie et en Équateur.

## Description
L'holotype de Tretanorhinus taeniatus mesure 570 mm dont 130 mm pour la queue. Cette espèce a la face dorsale gris olivâtre avec une large bande latérale blanche.

## Publication originale
- Boulenger, 1903 : Descriptions of new snakes in the collection of the British Museum. Annals and magazine of natural history, sér. 7, vol. 12, p. 350-354 (texte intégral).